# Super Bowl XXXIII
El Super Bowl XXXIII fue la 33.ª edición del Super Bowl de fútbol americano, y la 29ª de su era moderna en la National Football League (NFL), y fue disputada por los Atlanta Falcons y los Denver Broncos. Se trató de la final del campeonato que decidió al campeón de liga de la temporada 1998 de la NFL.
El partido, que se disputó el 31 de enero de 1999 y en el cual resultaron ganadores los Denver Broncos por segunda vez consecutiva, se jugó en el Pro Player Stadium de Miami, Florida, el estadio sede de los Miami Dolphins.

## Resumen del partido

### Primera parte
En el primer cuarto del Super Bowl XXXIII los Falcons abrieron el marcador con un field goal de 32 yardas de Morten Andersen. Los Broncos, por su parte, anotaron con una carrera de una yarda de Howard Griffith. 
En el segundo cuarto Jason Elam anotó un field goal de 26 yardas para los Broncos. Andersen erró un field goal de 28 yardas y en la siguiente jugada John Elway lanzó un pase de 80 yardas que Rod Smith atrapó y puso por delante a Denver 17-3. Por su parte, Andersen se resarció de su fallo anterior y anotó un field goal de 28 yardas que acortaba diferencias. 

### Segunda parte
En el tercer cuarto ambas defensivas impidieron que hubiera anotaciones. Sin embargo en el último cuarto, con 2 intercepciones consecutivas de Darrien Gordon y posteriores anotaciones de Howard Griffith (con una carrera de una yarda) y Elway (con una carrera de 3 yardas), liquidarían el encuentro a favor de los Broncos. 
Tim Dwight retornó un kickoff de 94 yardas para touchdown para los Falcons, pero Elam, posteriormente, aumentaba la ventaja con un field goal de 37 yardas. Terance Mathis anotaba tras pase de 3 yardas de Chris Chandler para redondear el definitivo 34-19. De esta manera los Denver Broncos ganaban su segundo título y de forma consecutiva. 

## Post-partido
El JMV fue John Elway que conectó 18 de 29 intentos para 336 yardas, una anotación y una intercepción; además fue su último partido como jugador profesional y fue su segundo título en cinco partidos de Super Bowl. Por su parte, Dan Reeves se unía a Bud Grant, Don Shula y Marv Levy, en cuanto a Super Bowls perdidas (4; tres con Denver (XXI, XXII y XXIV).